# Ямацукі-Мару
Ямацукі-Мару (Yamatsuki Maru, Yamazuki Maru) — транспортне судно, яке під час Другої світової війни взяло участь в операціях японських збройних сил на Філіппінах, у Індонезії, Бірмі та на Соломонових островах.

## Передвоєнна історія
Судно, завершене будівництвом в 1938 році, заклали як Сангецу-Мару (Sangetsu Maru) на верфі Mitsubishi Shipbuilding & Engineering Company на замовлення компанії Taiyo Kaiun. Ще на етапі спорудження його викупила компанія Yamashita Steamship, яка перейменувала судно на Ямацукі-Мару.
15 листопада 1941-го судно реквізували для потреб Імперської армії Японії.

## Вторгнення на південь Філіппін
16—17 грудня 1941-го Ямацукі-Мару та ще 16 транспортів вийшли з Палау (важлива японська база на заході Каролінських островів) і попрямували до острова Мінданао, маючи на борту підрозділи 56-ї та 16-ї піхотних дивізій, а також різноманітні підрозділи флоту. Після опівночі 20 грудня загін досягнув району Давао та почав висадку десанту, котрий вже до вечора оволодів цим містом.
29 грудня 1941-го Ямацукі-Мару у складі конвою з чотирьох суден під охороною есмінця вирушило з Давао до Такао (наразі Гаосюн на Тайвані).

## Вторгнення на Яву
18 лютого 1942-го Ямацукі-Мару вийшло з Камрані у складі транспортного угруповання, що складалося з 56 суден. Висадку планувалося здійснити одразу в кількох місцях, при цьому Ямацукі-Мару та ще 6 транспортів мали за місце призначення Еретан-Ветан (сотня кілометрів на схід від Джакарти). 1 березня судна прибули сюди та почали вивантаження десанту.
9 березня Ямацукі-Мару перейшло до Сінгапуру.

## Операція у Бірмі
19 березня 1942 року Ямацукі-Мару разом зі ще 31 судном вийшли з Сінгапуру в напрямку Бірми. 25 березня цей загін, який перевозив 56-ту піхотну дивізію, прибув до головного бірманського міста Рангуну та почав висадку військ.

## Участь у битві за Гуадалканал
На початку серпня 1942-го союзники почали операцію захоплення Гуадалканалу (Соломонові острови), що змусило японське командування перекидати сюди підкріплення. 2 жовтня Ямацукі-Мару прибуло до Рабаулу — головної передової бази японців у архіпелазі Бісмарка, з якої провадились операції на Соломонових островах та сході Нової Гвінеї.
Через місяць судно залучили до наймасштабнішої операції з доставки підкріплень на Гуадалканал. 6 листопада судно разом зі ще 8 транспортами вирушило з Рабаулу під охороною різноманітних ескортних кораблів — торпедного човна Хійодорі, мінного загороджувача Ширатака, тральщика W-15 та мисливця за підводними човнами CH-16. Вранці 8 листопада цей конвой прибув на якірну стоянку Шортленд — прикриту групою невеликих островів Шортленд акваторію біля південного завершення острова Бугенвіль, де зазвичай відстоювались легкі бойові кораблі та перевалювались вантажі для відправлення далі на схід Соломонових островів.
12 листопада судна з військами полишили Шортленд, проте невдовзі повернулись на тлі повідомлень про жорстоку битву надводних кораблів біля району висадки. У другій половині дня 13 листопада 11 транспортів, розділених на два ешелони, знову рушили з району Шортленд до Гуадалканалу. Ямацукі-Мару належало до більш повільного другого ешелону, що мав висадити доправлених вояків у Аруліго-Пойнт біля мису Есперанс. Транспорти супроводжували 11 есмінців, а повітряне прикриття надавали літаки базової авіації та гідролітаки з бази в Шортленді.
Судна завершували прохід між островами Нова Джорджія та Санта-Ісабель і наближались до Гуадалканалу, коли невдовзі після опівдня 14 листопада почались потужні удари американської авіації. До кінця дня були потоплені шість транспортів, ще один дістав пошкодження та повернув до Шортленду. Близько опівночі 4 транспорти, що лишились, стали на якір західніше від Гуадалканалу, перечікуючи шквал та очікуючи, чим завершиться нова битва надводних кораблів. Невдовзі вони дістали наказ рушати уперед та викинутись на берег острова. Ямацукі-Мару вдалось зробити це біля Аруліго-Пойнт (інші три судна викинулись на узбережжя дещо далі на схід, біля Doma Cove та Тассафаронга). Вранці літаки з аеродрому Гендерсон-Філд та польова артилерія почали завдавати ударів по району перебування транспортів, пізніше до них приєднався і есмінець USS Meade, який наблизився та вів вогонь із гармат головного калібру протягом години. Як наслідок, хоча військовослужбовців і вдалось висадити, проте виявилась втраченою основна частина боєприпасів та продовольства (всього ж за підсумками операції японці втратили не лише всі 11 транспортів, але й обидва залучені до неї лінійні кораблі).

## Подальша доля
Восени 1944-го рештки Ямацукі-Мару використали як мішень під час випробувань першого у світі ударного безпілотного літального апарата — радіокерованого торпедоносця-бомбардувальника TDR-1.
Наприкінці 1950-х залишки Ямацукі-Мару переважно вивезли як брухт.